# Kibrit Airfield
Kibrit Airfield är en flygbas i Egypten. Den ligger i guvernementet Assuan, i den nordöstra delen av landet, 120 km öster om huvudstaden Kairo. Kibrit Airfield ligger 7 meter över havet.
Terrängen runt Kibrit Airfield är platt. Havet är nära Kibrit Airfield åt nordväst. Runt Kibrit Airfield är det ganska glesbefolkat, med 48 invånare per kvadratkilometer. Trakten runt Kibrit Airfield består till största delen av jordbruksmark.